# 藤崎あかね
藤崎 あかね（ふじさき あかね、1983年9月9日 - ）は、かつてワンエイトプロモーションに所属していた日本の元タレント、元レースクイーン。
神奈川県出身。姉が1人いる。

## 来歴・人物
- 高校時代から雑誌モデルやレースクイーンに憧れ、オーディションを受けたのを機にRQやタレントの仕事を始める[2]。その後もイベントやテレビ出演等をこなしてきたが、2011年4月末でワンエイトを退所。現在は海老名市でカフェバーを営んでいる[3][4]。
- 趣味は料理、DJ。特技はスノーボード、フラダンス。
- 現在も、事務所の同僚だったすずきかすみ[5]や相川友希と仲が良く、特に相川とは「HillParis」（ヒルパリ）というユニットを組んでDJ活動を行っている[6]。

## 主な活動

### レースクイーン
- 2008年：SUPER GT「Teamマッハ“mach ADVAN GAL”」

### イベント
- 2007年10月：東京モーターショー（GM）
- 2008年3月：FOODEX JAPAN2008（ROCK STAR）
- 2008年7月：ワイヤレスJAPAN2008（docomo）
- 2008年10月：シーテックJAPAN2008（docomo）
- 2009年1月：東京オートサロン（SUZUKI）
- 2009年12月：東京スペシャルインポートカーショー（ROCK STAR）[7]

### テレビ出演
- 21世紀エジソン（TBS） - アシスタント
- 世界まる見え!テレビ特捜部（日本テレビ） - アシスタント
- ガリレオΦ（フジテレビ・2008年10月4日）
- Room Of King（フジテレビ・2008年11月）
- みたらしマンゴー（テレビ埼玉・2009年4月21日）
- ランク王国（TBS・2009年5月24日）
- ゴッドタン（テレビ東京・2009年8月13日）
- ちょいとマスカット!（テレビ東京・2010年4月7日 - ）